# Jelena Wiktorowna Dmitrijewa
Jelena Wiktorowna Dmitrijewa (russisch Елена Викторовна Дмитриева, wiss. Transliteration Elena Viktorovna Dmitrieva; * 1. Juli 1983 in Astrachan, Sowjetunion) ist eine ehemalige russische Handballspielerin, die für die russische Nationalmannschaft auflief.

## Karriere

### Im Verein
Dmitrijewa begann das Handballspielen im Alter von sieben Jahren in ihrer Geburtsstadt. Im Alter von 15 Jahren wechselte Dmitrijewa zu einem kasachischen Verein aus der Stadt Qysylorda, mit dem sie die kasachische Meisterschaft gewann. Die Außenspielerin schloss sich im Jahr 2000 dem russischen Erstligisten GK Lada Toljatti an. Mit Lada gewann sie 2002, 2003 und 2004 die russische Meisterschaft sowie 2002 den Europapokal der Pokalsieger.
Dmitrijewa wechselte im Jahr 2004 zum serbisch-montenegrinischen Erstligisten ŽRK Budućnost Podgorica, mit dem sie 2005 und 2006 die serbisch-montenegrinische Meisterschaft sowie 2006 den Europapokal der Pokalsieger gewann. Im März 2007 wechselte sie in der laufenden Saison 2006/07 zum russischen Erstligisten Swesda Swenigorod. Bis zum Saisonende errang sie mit Swesda die russische Meisterschaft und den EHF-Pokal. In den folgenden Jahren folgten die Titel EHF Champions League (2008), EHF Champions Trophy (2008) und der russische Pokal (2009). Im Jahr 2013 beendete sie ihre Karriere.

### In der Nationalmannschaft
Dmitrijewa lief zwischen 2001 und 2011 für die russische Nationalmannschaft auf. Mit der russischen Auswahl gewann sie 2007 und 2009 die Goldmedaille bei der Weltmeisterschaft, 2008 die Silbermedaille bei den Olympischen Spielen sowie 2008 die Bronzemedaille bei der Europameisterschaft.